# Coto (mitología)
En la mitología griega, Coto (en griego antiguo: Κόττος, Kóttos, ‘hijo de Cotito’  o ‘fuerte’; en latín Cottus) era uno de los Hecatónquiros, gigantes de cien brazos y cincuenta cabezas hijos de Urano y Gea, y hermano de Briareo y Giges.
Coto fue el único de sus hermanos en respoderle a Zeus tras su liberación, prometiéndole su ayuda.  A diferencia de su hermano Briareo, Coto no tiene historia propia. Al igual que sus hermanos tras la Titanomaquia Zeus le permitió vivir en un palacio sobre las raíces del río Océano.
Según Graves Coto era el antepasado epónimo de los cotianos, quienes adoraban a la orgiástica Cotito, y difundieron su culto desde Tracia a toda la Europa noroccidental.  Según un relato evemerista, citado por Paléfato, Coto y Briareo, en vez de ser gigantes monstruosos eran hombres mortales. Estos fueron denominados hecatónquiros porque vivían en una ciudad llamada Hecatonquiria. Ayudaron a los habitantes de Olimpia (los olímpicos) a expulsar a los titanes de su ciudad.